# Fossil Fuel: The XTC Singles 1977–92
Fossil Fuel: The XTC Singles 1977-92 — сборник хитов британской рок-группы XTC, выпущенный в 1996 году. Это был их третий сборник лучших хитов после Waxworks: Some Singles 1977-1982 (1982) и The Compact XTC (1985). В сборник вошли все 31 сингл группы, выпущенные лейблом Virgin Records UK, в хронологическом порядке. В сборник не вошли синглы под псевдонимами The Dukes of Stratosphear, The Three Wise Men и The Colonel.
Эти два диска отражают перемещение популярности группы из Великобритании в США в середине 1980-х. Некоторые треки с первого диска («Making Plans for Nigel», «Sgt. Rock (Is Going to Help Me)», «Senses Working Overtime») вошли в топ-40 хитов на родине, а несколько песен со второго диска стали популярными на студенческих радиостанциях США («Dear God», «Mayor of Simpleton», «The Ballad of Peter Pumpkinhead»).
Компиляция завершается песней «Wrapped in Grey», которая была выпущена третьим синглом с альбома Nonsuch 1992 года, а затем быстро отозвана и удалена Virgin Records, что фактически положило конец сотрудничеству XTC с этим лейблом.
Сборник достиг 33-го места в британском чарте альбомов UK Albums Chart и получил серебряную сертификацию в Великобритании.

## Отзывы
| Оценки критиков | Оценки критиков                                                          |
| Источник        | Оценка                                                                   |
| --------------- | ------------------------------------------------------------------------ |
| AllMusic        | [ 1 ]                                                                    |
| Q               | 4 из 5 звёзд · 4 из 5 звёзд · 4 из 5 звёзд · 4 из 5 звёзд · 4 из 5 звёзд |

Альбом получил положительные отзывы музыкальной критики и интернет-изданий.
Стивен Томас Эрлевайн из Allmusic отметил, что: «Fossil Fuel: The XTC Singles 1977—1992 — великолепный двухдисковый сборник, включающий все 31 сингл группы, записанные на стороне „А“, от нервной „Science Friction“ до насыщенной, проникновенной „Wrapped in Grey“. Между этими двумя песнями мастерство XTC растёт поразительно быстро — судя по дерзкому поп-звучанию их синглов новой волны „Statue of Liberty“, „This Is Pop“, „Are You Receiving Me?“ и „Life Begins at the Hop“, трудно поверить, что позже они напишут тонкие, почти пасторальные пародии на Beatles, Kinks и Beach Boys — „Love on a Farmboy’s Wages“, „Great Fire“ и „Grass“. И эти песни лишь малая часть великолепных поп-синглов, доступных на Fossil Fuel: „Making Plans for Nigel“, „Ten Feet Tall“, „Generals and Majors“, „Towers of London“, „Respectable Street“, „Sense Working Overtime“, „This World Over“, „Dear God“, „The Mayor of Simpleton“, „King for a Day“ и „The Ballad of Peter Pumpkinhead“ — замечательные песни и забытая классика. Хотя XTC постоянно выпускали тщательно продуманные альбомы, они были взрывной группой, выпускающей песни, которые были крепко сложены и невероятно цепляли. У них никогда не было хитов, потому что их откровенная поп-музыка никогда не была в моде; к тому же, голос Энди Партриджа был слишком хриплым, а его тексты зачастую слишком интеллектуальными. Но музыка XTC остаётся одной из лучших и самых влиятельных поп-музык своего времени, и нигде это не проявляется так ярко, как на Fossil Fuel».

## Список композиций

### Британский CD: CDVDX 2811

#### Диск 1
1. «Science Friction» — 3:14
2. «Statue of Liberty» — 2:52
3. «This Is Pop?» — 2:40
4. «Are You Receiving Me?» — 3:04
5. «Life Begins at the Hop» (Colin Moulding) — 3:47
6. «Making Plans for Nigel» (Moulding) — 4:12
7. «Ten Feet Tall» (Moulding) — 3:13
8. «Wait Till Your Boat Goes Down» — 4:20
9. «Generals and Majors» (Moulding) — 3:41
10. «Towers of London» — 4:38
11. «Sgt. Rock (Is Going to Help Me)» — 3:36
12. «Love at First Sight» (Moulding) — 3:07
13. «Respectable Street» — 3:07
14. «Senses Working Overtime» — 4:34
15. «Ball and Chain» (Moulding) — 4:29
16. «No Thugs in Our House» — 5:10

#### Диск 2
1. «Great Fire» — 3:50
2. «Wonderland» (Moulding) — 4:15
3. «Love on a Farmboy's Wages» — 3:59
4. «All You Pretty Girls» — 3:59
5. «This World Over» — 4:45
6. «Wake Up» (Moulding) — 3:40
7. «Grass» (Moulding) — 2:42
8. «The Meeting Place» (Moulding) — 3:13
9. «Dear God» — 3:37
10. «Mayor of Simpleton» — 3:57
11. «King for a Day» (Moulding) — 3:36
12. «The Loving» — 3:54
13. «The Disappointed» — 3:38
14. «The Ballad of Peter Pumpkinhead» — 5:03
15. «Wrapped in Grey» — 3:46

## Чарты
| Чарт (1996)                      | Высшая позиция |
| -------------------------------- | -------------- |
| Австралия (ARIA)                 | 105            |
| Канада (RPM Top Albums/CDs)      | 64             |
| Великобритания (UK Albums Chart) | 33             |

## Сертификации
| Регион                                                                      | Сертификация | Продажи |
| --------------------------------------------------------------------------- | ------------ | ------- |
| Великобритания (BPI)                                                        | Серебряный   | 60 000  |
| Данные о продажах + прослушиваниях приведены только на основе сертификации. |              |         |